# Beewashing
Beewashing (auch bee washing oder bee-washing geschrieben) ist eine Form des Greenwashings, bei dem ein Produkt, eine Dienstleistung oder ein Unternehmen damit beworben wird, besonders „bienenfreundlich“ zu sein, tatsächlich jedoch wenig dazu beiträgt, die Bestände an gefährdeten, wild lebenden Bestäuberinsekten zu regenerieren. Meistens wird dabei das medial seit langem diskutierte und vielen Konsumenten als Begriff geläufige „Bienensterben“ instrumentalisiert.

## Zum Begriff
Der englische Begriff „Bee washing“ wurde 2015 von Scott MacIvor und Laurence Packer geprägt.

## Formen und Auswirkungen
Im Allgemeinen entsteht Beewashing, wenn Unternehmen zu Werbezwecken möglichst kostengünstig Maßnahmen umsetzen wollen, die kurzfristige Erfolge beim „Schutz“ der domestizierten Honigbienen bringen sollen. Dabei ist die domestizierte Honigbiene – anders als einige Wildbienen-Arten – nicht vom Aussterben bedroht, und die Maßnahmen haben daher nur geringen ökologischen Nutzen oder erweisen sich sogar als insgesamt nachteilig. Die tatsächlich bedrohten Wildbienen-Populaitionen nachhaltig zu schützen, wäre meistens deutlich teurer.
Eine mögliche Form des Beewashings besteht darin, dass ein Unternehmen Bienenvölker mietet oder ansiedelt. Diese (zusätzlichen) Bienenvölker tragen wenig zum Artenschutz bei, vielmehr bringt das massenhafte Ansiedeln immer derselben Honigbienen-Art auch Probleme mit sich und kann mitunter die Biodiversität schädigen. Die angeblich zum Schutz der Bienen unternommenen Anstrengungen verfolgen dabei in Wahrheit nur das Ziel, eine das Unternehmen fördernde Öffentlichkeitsarbeit zu ermöglichen oder beispielsweise im Nachhaltigkeitsbericht des Unternehmens erwähnt zu werden und so die Ökobilanz des Unternehmens zu verbessern.
Bei Beewashing-Kampagnen stehen die Bewerbung und der Verkauf von Produkten und Dienstleistungen von Imkern oft stärker im Vordergrund als die Erhaltung gefährdeter Spezies oder der Umweltschutz. Dazu wird im Ergebnis Desinformation in der Bevölkerung verbreitet.

## Beispiele
- General Mills startete 2017 eine Kampagne „save the bees“ (zu Deutsch: „rettet die Bienen“), bei der Tausende kostenlose Packungen an Wildblumen-Saatgut ausgehändigt wurde, die angeblich den Bienen helfen sollen. Das Maskottchen de Kampagne war eine Honigbiene. Dabei vernachlässigte General Mills die Rolle der Wildbienen sowie regionale Variationen der Pflanzen und verteilte mitunter Samen von nicht-einheimischen, invasiven Pflanzenarten.[10]

## Mediale Rezeption
Nach einer Sendung des Satiremagazins ZDF Magazin Royale im November 2023 zum Beewashing gab es ab 2024 einen medial stark wahrgenommenen Rechtsstreit zwischen Jan Böhmermann und dem Meißener Imker Heinzig. Nach Ansicht deutscher Gerichte hat die mediale Auseinandersetzung zwischen Böhmermann und Heinzig als Ereignis der Zeitgeschichte „ein zeitgeschichtliches Interesse an dem Begriff“ Beewashing erzeugt.